# Edward B. Tylor

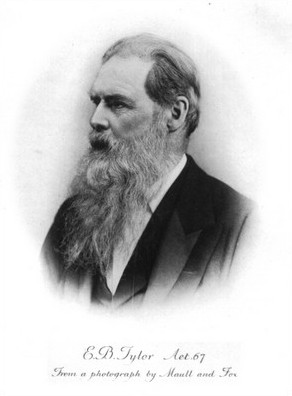
Edward Burnett Tylor

Sir Edward Burnett Tylor (* 2. Oktober 1832 in London; † 2. Januar 1917 in Wellington, Somerset) war ein britischer Anthropologe, Ethnologe und Religionswissenschaftler. Mit seinem einflussreichsten Werk Primitive Culture (1871) gilt er als Begründer der Sozialanthropologie. Er vertrat eine evolutionistisch orientierte Anthropologie.

## Leben
Tylor war das fünfte Kind eines wohlhabenden Messinggießers und stammte aus einer Quäker-Familie. Das erklärt sein anfängliches Interesse an den Ursprüngen der Religion. Er verstand die Religion jedoch nicht als Ausdruck eines Glaubens, sondern als intellektuelles Gebäude. Nach dem Besuch einer kleinen Quäker-Schule in Tottenham trat er in den elterlichen Betrieb ein, da in den 1840ern die Zugehörigkeit zu der Anglikanischen Kirche noch Voraussetzung für die Zulassung zu einer der großen staatskirchlichen Universitäten war.
Sein Wissen erwarb Tylor als Autodidakt. Er reiste nach Amerika und lernte in Havanna den Archäologen und Anthropologen Henry Christy kennen. Auf der gemeinsamen Reise nach Mexiko im Jahr 1856 entdeckte Tylor sein Interesse für die Anthropologie. Zurück in England beschäftigte er sich systematisch mit der Geschichte Mexikos und wandte sich besonders der prähistorischen Forschung zu. 1858 heiratete er Anna Fox, die an seinen Forschungen regen Anteil nahm. 1861 veröffentlichte Tylor, der als von Verpflichtungen freier Privatgelehrter lebte, sein erstes Werk, den Reisebericht Anahuac: or Mexico and the Mexicans, ancient and modern. Das erste bedeutende Ergebnis seiner intensiven Studien war 1865 Researches into the Early History of Mankind. Tylor erlangte dadurch Anerkennung und galt seither als einer der führenden Ethnologen seiner Zeit.
1871 wurde er in die renommierte Royal Society aufgenommen und 1883 zum Kustos des Pitt Rivers Museum ernannt. 1884 erfolgte seine Ernennung zum Reader in Anthropology an der Universität Oxford. 1896 erhielt er den ersten Lehrstuhl als Professor für Anthropologie an der Universität Oxford, welchen er bis zu seiner Pensionierung im Jahre 1909 behielt. 1905 setzte er durch, dass Anthropologie auch als selbstständiges Fach studiert werden konnte. 1912 wurde er aufgrund seiner Verdienste um die Wissenschaft in den Adelsstand erhoben. Die Königliche Akademie von Belgien nahm ihn 1893 als assoziiertes Mitglied auf.

## Werk
Tylors Schwerpunkte lagen im Studium der Mythologie, der Magie und der Religion der sogenannten „Primitiven“. Besonders in seinem Werk Primitive Culture (1871) zeigte er sich als entschiedener Evolutionist im Sinne einer soziokulturellen Evolution. Er beschrieb die Entwicklung der Religion folgendermaßen: Am Anfang stehe der animistische Glaube (Glauben an eine beseelte Natur), der sich in einem zweiten Schritt zum Polytheismus (Vielgötterglaube) entwickele, um sich schließlich im letzten Schritt zu einem Monotheismus (Eingottglaube) zu wandeln. Er war allerdings überzeugt, dass sich Restbestände eines primitiveren Denkens selbst noch in den fortgeschrittensten Kulturen finden ließen. Während seiner sechsmonatigen Feldforschungen in Mexiko prägte Tylor den Begriff der Survivals („Überbleibsel“). Dieser Begriff bezeichnet Fragmente alter Traditionen, die sich durch die geschichtliche Entwicklung einer Kultur erhalten haben. Anhand dieser könne die Geschichte der Kultur rekonstruiert werden.
Tylor beschrieb 1896 die matriarchale Gesellschaftsform. Er stützte seine Studien auf die 1871 veröffentlichten Berichte eines holländischen Kolonialbeamten über die Minangkabau in Westsumatra.
Für Tylor war der Vergleich von Kulturen der Maßstab für das Feststellen einer Kulturentwicklung; er entwarf von dieser Kulturentwicklung ein dynamisches Bild:
- Fortschritt
- Verfall
- Überleben
- Wiederauferstehung
- Umgestaltung

Nach Tylor kann sich eine Kultur zu jedem Zeitpunkt theoretisch in drei Richtungen weiterentwickeln:
- Fortschritt
- seitliches Abirren
- Rückschritt

## Nachwirken
Zu den von Tylor beeinflussten Ethnologen gehörten James George Frazer und später die Wiener Kulturhistorische Schule um Wilhelm Schmidt. Wie viele Evolutionisten seiner Zeit wurde jedoch auch Tylor von seinen Kritikern als „Armchair Anthropologist“ bezeichnet. Dieser Begriff bezeichnet all jene Anthropologen des 19. Jh., die ihre Theorien nicht auf eigene Feldforschung stützen, sondern auf Berichte von Missionaren, Kolonialbeamten etc. Zu den Kritikern Tylors gehörten Robert Ranulph Marett und Andrew Lang, der bestritt, dass sich die Gottesvorstellung aus dem Animismus entwickelt habe, ferner Edward E. Evans-Pritchard. Als besonders langlebig erwies sich der von Tylor geprägte Begriff „Animismus“, der aufgrund seiner zentralen Rolle in Tylors Lehrgebäude heute nach Möglichkeit in der Religionswissenschaft und Ethnologie vermieden wird.

## Werke
- Anahuac: or Mexico and the Mexicans, ancient and modern (1861) Digitalisat
- Researches into the Early History of Mankind (1865) Digitalisat / dt. Forschungen über die Urgeschichte der Menschheit und die Entwickelung der Civilisation. Leipzig 1866 Digitalisat
- Primitive Culture (1871) / dt. Die Anfänge der Cultur : Untersuchungen über die Entwicklung der Mythologie, Philosophie, Religion, Kunst und Sitte. Leipzig 1873 – Digitalisat I, II
- Anthropology: an introduction to the study of man and civilization  (1881) Digitalisat; dt. unter dem Titel Einleitung in das Studium der Anthropologie und Civilisation. Deutsche autorisierte Ausgabe von G. Siebert. Braunschweig: Vieweg, 1883 Digitalisat